# دان (فیلم ۱۳۷۶)
دان فیلمی به کارگردانی و نویسندگی ابوالفضل جلیلی محصول سال ۱۳۷۶ است.

## خلاصه فیلم
این فیلم داستان پسری که به خاطر نداشتن شناسنامه و هویت دچار مشکلاتی در زندگی خود می‌شود و به کشف حقایق رومی‌آورد.

## جشنواره‌ها
جشنواره‌های فیلم دان به شرح زیر است
- جایزه ویژه هیئت داوران بهترین فیلم جشنواره بین‌المللی فیلم سن سباستین ـ دوره چهل و ششم (اسپانیا)
- جشنواره فیلم فجر ـ دوره شانزدهم
- جشنواره فیلم رشد ـ دوره بیست و هشتم
- جشنواره بین‌المللی فیلم توکیو ـ دوره یازدهم
- جشنواره بین‌المللی فیلم پوسان ـ دوره سوم
- جشنواره بین‌المللی فیلم رتردام ـ دوره بیست و هشتم
- جشنواره بین‌المللی فیلم دهلی نو (حیدرآباد) ـ دوره سی ام
- جشنواره بین‌المللی فیلم شب ـ دوره دهم (دانمارک)
- جشنواره بین‌المللی فیلم مانوسک ـ دوره دوازدهم (فرانسه)
- جشنواره بین‌المللی فیلم گوتنبرگ ـ دوره بیست و هفتم
- جشنواره هفته فیلم‌های ایرانی در موزه هنرهای زیبای بوستن (آمریکا)
- جشنواره بین‌المللی فیلم وینال
- جشنواره بین‌المللی فیلم هند ـ دوره سی ام
- جشنواره بین‌المللی فیلم‌های ایرانی در مرکز فیلم شیکاگو ـ دوره نهم
- جشنواره بین‌المللی فیلم‌های ایرانی در مؤسسه فیلم بریتانیا
- جشنواره بین‌المللی فیلم‌های ایرانی در سینماتک سوئد
- جشنواره بین‌المللی مدرسه تابستانی سینما در اوهرسکه هرادیشت ـ دوره بیست و پنجم (چک)
- جشنواره بین‌المللی فیلم مومبای ـ دوره دوم (هند)
- جشنواره بین‌المللی فیلم کودکان هند ـ دوره یازدهم
- جشنواره بین‌المللی فیلم کودکان سوس (تونس)
- جشنواره بین‌المللی فیلم کرالا ـ دوره چهارم (هند)
- جشنواره بین‌المللی فیلم کارلوی واری ـ دوره سی و چهارم (چک)
- جشنواره بین‌المللی فیلم سینه کوئیست ـ دوره دهم (آمریکا)
- جشنواره بین‌المللی فیلم سنگاپور ـ دوره دوازدهم
- جشنواره بین‌المللی فیلم جیفونی ـ دوره بیست و نهم (ایتالیا)
- جشنواره بین‌المللی فیلم پاییزی فیلم‌های ایرانی (فرانسه)
- جشنواره مؤسسه هنرهای معاصر لندن
- جشنواره بین‌المللی فیلم‌های آسیایی (یمن)
- جشنواره فوروم دزایماژ پاریس
- جشنواره بین‌المللی فیلم بهار ایرانیان در سن میشل (فرانسه)